# Печатка Конфедеративних Штатів Америки
Печатка Конфедеративних Штатів Америки — офіційний символ Конфедеративних Штатів Америки. Була затверджена 30 квітня 1863 року та виготовлена до липня 1864 року. 
На печатці зображений Джордж Вашингтон верхи на коні, подібно до його статуї в столиці КША, місті Річмонд, фігура Вашингтона оточена вінком з основних сільськогосподарських культур Півдня: ліворуч рису, кукурудзи та тютюну, праворуч цукрового троснику, пшениці та бавовни. По колу йшов напис «Конфедеративні Штати Америки: 22 лютого 1862» — дата інавгурації першого та останнього президента КША — Джефферсона Девіса, і девіз «Deo Vindice» («Під Богом»). 